# Michel Balmat
Pour les articles homonymes, voir Balmat.
Michel Ambroise Balmat, né à Chamonix le 15 février 1830 et mort le 2 juin 1891 dans l'Ohio, est un guide de haute montagne français.

## Biographie
Il commence sa profession de guide en 1852 et se fait remarquer en étant celui, entre autres, de Paul Verne en 1871 dans son ascension du Mont Blanc. Il participe le 31 janvier 1876 avec Isabella Straton et son mari Jean Charlet-Straton à la première ascension hivernale du Mont. 
Le 17 septembre 1865, il effectue la première ascension de la Grande Rocheuse avec Robert Fowler et Michel Ducroz, par l'éperon de la Grande Rocheuse.